# Ҫ
Ҫ, ҫ (conhecido como U com descendente ou The) é uma letra do alfabeto cirílico utilizada no bashkir e tchuvache; é pronunciada no primeiro como a consoante fricativa dental surda /θ/ e, na segunda, como a fricativa alveolo-palatal surda /ɕ/.
A letra não deve ser confundida com o "Ç" e "ç" (cedilha) do alfabeto latino.